# أولاد امعرف
أولاد امعرف بلدة وبلدية تابعة لدائرة عين بوسيف في ولاية المدية بالجزائر.

## الموقع الجغرافي
تقع في الجنوب الشرقي للولاية ناحية شلالة العذاورة. و هي مدينة تقع جنوب ولاية المدية والتي تبعد عن عاصمة الولاية بحوالي 80 كم.